# Códigos dos países (J–K)
- A
- B
- C
- D–E
- F
- G
- H–I
- J–K
- L
- M
- N
- O–Q
- R
- S
- T
- U–Z

## Jamaica
| ISO 3166-1 numérico 388         | ISO 3166-1 alfa-3 JAM    | ISO 3166-1 alfa-2 JM              | ICAO cod aeroporto prefixo(s) MK  |
| E.164 cód tel(s) +1 876         | COI cód país —           | TLD cod país .jm                  | ICAO aeronave regis. prefixo(s) — |
| E.212 Mobile código país(s) 338 | OTAN Cód três-letras —   | OTAN Cód duas-letras (obsoleto) — | LOC MARC código(s) JM             |
| ITU Marítima ID (s) —           | ITU código de letras JMC | FIPS código de país(es) JM        | Licença código chapa JA           |
| GS1 GTIN prefixo(s) —           | UNDP códigos de país JAM | WMO códigos de país JM            | ITU prefixos indicativo 6YA-6YZ   |

## Japão
| ISO 3166-1 numérico 392         | ISO 3166-1 alfa-3 JPN    | ISO 3166-1 alfa-2 JP              | ICAO cod aeroporto prefixo(s) RJ, RO            |
| E.164 cód tel(s) +81            | COI cód país —           | TLD cod país .jp                  | ICAO aeronave regis. prefixo(s) —               |
| E.212 Mobile código país(s) 441 | OTAN Cód três-letras —   | OTAN Cód duas-letras (obsoleto) — | LOC MARC código(s) JA                           |
| ITU Marítima ID (s) —           | ITU código de letras J   | FIPS código de país(es) JA        | Licença código chapa J                          |
| GS1 GTIN prefixo(s) 450-459     | UNDP códigos de país JPN | WMO códigos de país JP            | ITU prefixos indicativo 7JA-7NZ,8JA-8NZ,JAA-JSZ |

## Jersey
| ISO 3166-1 numérico 832       | ISO 3166-1 alfa-3 JEY  | ISO 3166-1 alfa-2 JE              | ICAO cod aeroporto prefixo(s) —   |
| E.164 cód tel(s) +44          | COI cód país —         | TLD cod país .je                  | ICAO aeronave regis. prefixo(s) — |
| E.212 Mobile código país(s) — | OTAN Cód três-letras — | OTAN Cód duas-letras (obsoleto) — | LOC MARC código(s) —              |
| ITU Marítima ID (s) —         | ITU código de letras — | FIPS código de país(es) JE        | Licença código chapa GBJ          |
| GS1 GTIN prefixo(s) —         | UNDP códigos de país — | WMO códigos de país —             | ITU prefixos indicativo —         |

## Jordânia
| ISO 3166-1 numérico 400         | ISO 3166-1 alfa-3 JOR    | ISO 3166-1 alfa-2 JO              | ICAO cod aeroporto prefixo(s) OJ  |
| E.164 cód tel(s) +962           | COI cód país —           | TLD cod país .jo                  | ICAO aeronave regis. prefixo(s) — |
| E.212 Mobile código país(s) 416 | OTAN Cód três-letras —   | OTAN Cód duas-letras (obsoleto) — | LOC MARC código(s) JO             |
| ITU Marítima ID (s) —           | ITU código de letras JOR | FIPS código de país(es) JO        | Licença código chapa HKJ          |
| GS1 GTIN prefixo(s) 625         | UNDP códigos de país JOR | WMO códigos de país JD            | ITU prefixos indicativo JYA-JYZ   |

## Cazaquistão
| ISO 3166-1 numérico 398         | ISO 3166-1 alfa-3 KAZ    | ISO 3166-1 alfa-2 KZ              | ICAO cod aeroporto prefixo(s) UA  |
| E.164 cód tel(s) +7             | COI cód país —           | TLD cod país .kz                  | ICAO aeronave regis. prefixo(s) — |
| E.212 Mobile código país(s) 401 | OTAN Cód três-letras —   | OTAN Cód duas-letras (obsoleto) — | LOC MARC código(s) KZ             |
| ITU Marítima ID (s) —           | ITU código de letras KAZ | FIPS código de país(es) KZ        | Licença código chapa KZ           |
| GS1 GTIN prefixo(s) 487         | UNDP códigos de país KAZ | WMO códigos de país KZ            | ITU prefixos indicativo UNA-UQZ   |

## Quênia
| ISO 3166-1 numérico 404         | ISO 3166-1 alfa-3 KEN    | ISO 3166-1 alfa-2 KE              | ICAO cod aeroporto prefixo(s) HK  |
| E.164 cód tel(s) +254           | COI cód país —           | TLD cod país .ke                  | ICAO aeronave regis. prefixo(s) — |
| E.212 Mobile código país(s) 639 | OTAN Cód três-letras —   | OTAN Cód duas-letras (obsoleto) — | LOC MARC código(s) KE             |
| ITU Marítima ID (s) —           | ITU código de letras KEN | FIPS código de país(es) KE        | Licença código chapa EAK          |
| GS1 GTIN prefixo(s) 616         | UNDP códigos de país KEN | WMO códigos de país KN            | ITU prefixos indicativo 5YA-5ZZ   |

## Kiribati
| ISO 3166-1 numérico 296         | ISO 3166-1 alfa-3 KIR    | ISO 3166-1 alfa-2 KI              | ICAO cod aeroporto prefixo(s) NG      |
| E.164 cód tel(s) +686           | COI cód país —           | TLD cod país .ki                  | ICAO aeronave regis. prefixo(s) —     |
| E.212 Mobile código país(s) 545 | OTAN Cód três-letras —   | OTAN Cód duas-letras (obsoleto) — | LOC MARC código(s) GB                 |
| ITU Marítima ID (s) —           | ITU código de letras KIR | FIPS código de país(es) KR        | Licença código chapa KIR (unofficial) |
| GS1 GTIN prefixo(s) —           | UNDP códigos de país KIR | WMO códigos de país KB            | ITU prefixos indicativo T3A-T3Z       |

## Coreia do Norte
| ISO 3166-1 numérico 408         | ISO 3166-1 alfa-3 PRK    | ISO 3166-1 alfa-2 KP              | ICAO cod aeroporto prefixo(s) ZK         |
| E.164 cód tel(s) +850           | COI cód país —           | TLD cod país .kp                  | ICAO aeronave regis. prefixo(s) —        |
| E.212 Mobile código país(s) 467 | OTAN Cód três-letras —   | OTAN Cód duas-letras (obsoleto) — | LOC MARC código(s) KN                    |
| ITU Marítima ID (s) —           | ITU código de letras KRE | FIPS código de país(es) KN        | Licença código chapa KP (unofficial)     |
| GS1 GTIN prefixo(s) 867         | UNDP códigos de país DRK | WMO códigos de país KR            | ITU prefixos indicativo HMA-HMZ, P5A-P9Z |

## Coreia do Sul
| ISO 3166-1 numérico 410         | ISO 3166-1 alfa-3 KOR    | ISO 3166-1 alfa-2 KR              | ICAO cod aeroporto prefixo(s) RK                          |
| E.164 cód tel(s) +82            | COI cód país —           | TLD cod país .kr                  | ICAO aeronave regis. prefixo(s) —                         |
| E.212 Mobile código país(s) 450 | OTAN Cód três-letras —   | OTAN Cód duas-letras (obsoleto) — | LOC MARC código(s) KO                                     |
| ITU Marítima ID (s) —           | ITU código de letras KOR | FIPS código de país(es) KS        | Licença código chapa ROK                                  |
| GS1 GTIN prefixo(s) 880         | UNDP códigos de país ROK | WMO códigos de país KO            | ITU prefixos indicativo 6KA-6NZ, D7A-D9Z DSA-DTZ, HLA-HLZ |

## Kuwait
| ISO 3166-1 numérico 414         | ISO 3166-1 alfa-3 KWT    | ISO 3166-1 alfa-2 KW              | ICAO cod aeroporto prefixo(s) OK  |
| E.164 cód tel(s) +965           | COI cód país —           | TLD cod país .kw                  | ICAO aeronave regis. prefixo(s) — |
| E.212 Mobile código país(s) 419 | OTAN Cód três-letras —   | OTAN Cód duas-letras (obsoleto) — | LOC MARC código(s) KU             |
| ITU Marítima ID (s) —           | ITU código de letras KWT | FIPS código de país(es) KU        | Licença código chapa KWT          |
| GS1 GTIN prefixo(s) 627         | UNDP códigos de país KUW | WMO códigos de país KW            | ITU prefixos indicativo 9KA-9KZ   |

## Quirguistão
| ISO 3166-1 numérico 417         | ISO 3166-1 alfa-3 KGZ    | ISO 3166-1 alfa-2 KG              | ICAO cod aeroporto prefixo(s) UA  |
| E.164 cód tel(s) +996           | COI cód país —           | TLD cod país .kg                  | ICAO aeronave regis. prefixo(s) — |
| E.212 Mobile código país(s) 437 | OTAN Cód três-letras —   | OTAN Cód duas-letras (obsoleto) — | LOC MARC código(s) KG             |
| ITU Marítima ID (s) —           | ITU código de letras KGZ | FIPS código de país(es) KG        | Licença código chapa KS           |
| GS1 GTIN prefixo(s) 470         | UNDP códigos de país KYR | WMO códigos de país KY            | ITU prefixos indicativo EXA-EXZ   |